# Sokal

Herb Sokala z okresu międzywojennego

Sokal (ukr.  Сокаль) – miasto na Ukrainie, w obwodzie lwowskim, w rejonie szeptyckim, do 2020 r. siedziba administracyjna rejonu sokalskiego. Sokal leży nad Bugiem, około 20 km na wschód od granicy polsko-ukraińskiej. W mieście rozwinął się przemysł materiałów budowlanych, precyzyjny oraz chemiczny.

## Historia
Pierwsza pisemna wzmianka o miejscowości pochodzi z 1377 roku. Miasto w księstwie bełskim, które w końcu XIV wieku po książętach ruskich objęli w posiadanie książęta mazowieccy w osobie księcia Siemowita IV, spowinowaceni z ostatnim dziedzicznym władcą Rusi Halicko-Włodzimierskiej Bolesławem Jerzym II (zm. 1340). Położony był na tzw. czarnym szlaku wypraw tatarskich. W 1424 roku Siemowit IV nadał miastu prawo magdeburskie.
W 1462 roku wszedł w skład nowo utworzonego województwa bełskiego, przekształconego z księstwa bełskiego po jego inkorporacji do Korony. Sokal wówczas stał się miastem powiatowym i siedzibą starostwa.
W XV i XVI wieku często pustoszony przez Tatarów. Miasto królewskie położone było w XVI wieku w województwie bełskim. 2 sierpnia 1519 roku klęska wojsk polsko-litewskich pod wodzą hetmana wielkiego litewskiego Konstantego Ostrogskiego i doszczętne spalenie miasta w bitwie pod Sokalem z Tatarami.
W bitwie tej odznaczył się Fryderyk Herburt, który bronił miasta przed Tatarami w otwartym polu, swoją walkę zakończył bohaterską śmiercią, zostawiając pięcioro dzieci. Polski poeta Mikołaj Sęp-Szarzyński w kilkadziesiąt lat później poświęcił Fryderykowi swój utwór Pieśń I. O Fridruszu, który pod Sokalem zabit od Tatarów roku Pańskiego 1519. Miasto było ufortyfikowane, posiadało fosy i dwie bramy miejskie. Od strony północnej miasta bronił zamek, a od południa dwa obronne klasztory: ojców bernardynów i sióstr brygidek.
W czasie powstania Chmielnickiego miasto doznało ataków Kozaków.
W pierwszej połowie XVII wieku istniał tu punkt pocztowy, w którym zostawiano listy do dalszego przekazania. W XVIII wieku miasto należało do starostwa niegrodowego sokalskiego.
W czasie konfederacji tarnogrodzkiej w 1716 r. rozegrały się pod Sokalem dwie bitwy z wojskami saskimi. W czasie pierwszej, stoczonej 10 lutego, oddziały polskie, dowodzone przez Michała Potockiego zostały rozbite. W czasie drugiej bitwy, stoczonej w czerwcu, konfederaci odnieśli zwycięstwo nad nieprzyjacielem. 
Po pierwszym rozbiorze w 1772, Sokal znalazł się w granicach monarchii Habsburgów. Dla miasta oznaczało to rozwój. Ze względu na swoje położenie (najbardziej na północ wysunięte miasto Galicji i przebiegająca niedaleko granica rosyjska) miasto rozwijało się dzięki handlowi. Od 1804 w Cesarstwie Austrii, w latach 1866–1918 kraj koronny Galicja w składzie Austro-Węgier. W okresie zaborów Sokal stał się małym kurortem dla polskiej szlachty, która budowała tutaj swoje letnie rezydencje. Po tych rozbudowach w dwudziestoleciu międzywojennym jedna z ulic, przy której stanęły szlacheckie rezydencje, otrzymała nazwę Szlacheckiej (obecnie ulica Chmielnickiego). W 1885 roku przez miasto poprowadzono kolej żelazną, co znacznie przyczyniło się do jego ponownego rozwoju. W 1881 roku Sokal zaliczany był do 30 największych miast Galicji, liczył wówczas 8000 mieszkańców. Zamieszkiwany był wówczas przez Żydów (35,8%), Ukraińców (31,9%) i Polaków (30,2%).
Od 1 listopada 1918 do marca 1919 pod administracją Zachodnioukraińskiej Republiki Ludowej, od marca 1919 do 15 marca 1923 pod tymczasową administracją Polski, zatwierdzoną przez paryską konferencję pokojową 26 czerwca 1919. Suwerenność Polski nad terytorium Galicji Wschodniej Rada Ambasadorów uznała 15 marca 1923. W II Rzeczypospolitej był siedzibą administracyjną powiatu sokalskiego w województwie lwowskim.
W przededniu II wojny światowej sformowano tu Batalion Obrony Narodowej "Sokal", wchodzący w skład Lwowskiej Brygady ON.  
Po agresji ZSRR na Polskę okupowany przez Armię Czerwoną, następnie anektowany przez ZSRR. 
Podczas ataku Niemiec na ZSRR zajęty przez Wehrmacht już w pierwszym dniu wojny, 22 czerwca 1941. Tego dnia Niemcy rozstrzelali pod ścianą kościoła katolickiego 11 Żydów. Za zgodą Niemców władzę w mieście przejęła tymczasowa ukraińska administracja ze Stepanem Ripeckim na czele oraz ukraińska milicja dowodzona przez działacza OUN Iwana Bojkę, którzy przybył do Sokala wraz z północną grupą marszową OUN. 27 czerwca 1941 do Sokala przybyło Sonderkommando 4a (część Einsatzgruppe C) pod dowództwem Paula Blobela. Z obecnością oddziału Blobela w Sokalu wiąże się szereg zbrodni na "podejrzanych osobach", głównie na sowieckich działaczach i Żydach. W dniach 28-30 czerwca 1941 w trzech egzekucjach rozstrzelano w sumie ponad 300 osób. Aktywny udział w wyłapywaniu przyszłych ofiar i przekazywaniu ich Niemcom brała ukraińska milicja. Po wyjeździe Sonderkommando masowe mordy w Sokalu tymczasowo ustały. 6 lipca 1941 OUN-B zorganizowała tutaj wiec, na którym świętowano ogłoszenie niepodległości Ukrainy. Ukraińska milicja, licząca w Sokalu około 300 członków, z czego 230 uzbrojonych w broń palną, była przedstawiana jako zalążek ukraińskiej armii. Jej szkolenie wizytował Iwan Kłymiw. Niemcy przestali tolerować niepodległościowe starania Ukraińców w Sokalu w sierpniu 1941 rozwiązując milicję i powołując na jej miejsce mniej liczną Ukraińską Policję Pomocniczą. Władzę w mieście przejęła niemiecka administracja cywilna.
Od 1 sierpnia 1941 roku wchodził w skład Dystryktu Galicja Generalnego Gubernatorstwa. 17 września 1942 Niemcy wysłali do obozu zagłady w Bełżcu pierwszy transport około 2 tys. Żydów z Sokala, ponadto około 160 Żydów zamordowali na miejscu. W tym samym roku przesiedlili do getta w Sokalu około 3,5 tys. Żydów z sąsiednich miejscowości (Steniatyn, Radziechów, Łopatyn, Witków Nowy, Tartaków i Mosty Wielkie). 28 października 1942 wysłano do Bełżca drugi transport 2 tys. Żydów, 60 osób zabito na miejscu. Zimą 1942-43 z powodu ciężkich warunków panujących w getcie zmarły setki jego mieszkańców. Likwidacja getta nastąpiła 27 maja 1943 roku, kiedy rozstrzelano około 3 tys. Żydów.
Zajęty 19 lipca 1944 roku przez Armię Czerwoną.
Po zakończeniu działań wojennych część Sokala (wieś Żwirka) pozostała przy Polsce, po czym 15 lutego 1951 roku, w ramach umowy o zmianie granic została włączona do Ukraińskiej Socjalistycznej Republiki Radzieckiej będącej częścią ZSRR.
Do dziś zachował się wzór pieczęci miasta z początku XVI wieku z wizerunkiem sokoła.

## Zabytki
- Kościół Matki Bożej Pocieszenia (dawny Kościół Maryi Dziewicy) z konwentem klasztornym bernardynów z początku XVII w. Do 1951 r. miejsce kultu obrazu Matki Bożej Sokalskiej,
- Kościół św. Michała Archanioła w Sokalu[14] – parafia rzymskokatolicka erygowana w 1517 r. Obecny kościół, trzeci już na tym miejscu, zbudowany został w stylu modernistycznym w 30. latach XX wieku. W 1945 r. przeznaczony na cele świeckie, od 2009 r. częściowo odzyskany na cele kultu[15][16].
- Cerkiew św. Mikołaja(inne języki) z początku XVI wieku,
- Cerkiew Michała Archanioła z XVIII-XIX wieku przy ul. B. Chmielnickiego 17,
- Katedra Świętych Apostołów Piotra i Pawła(inne języki) przy ul. Szeptyckiego 103,
- Wieża w murach obronnych klasztoru Brygidek z 1611 roku przy ul. B. Chmielnickiego 74,
- Dwór z początku XIX wieku przy ul. Strzelców Siczowych 19,
- Budynek mieszkalny z 1905 r. przy ul. Mickiewicza 5,
- Budynek gimnazjum z XIX wieku przy ul. Tartakowskiej 18,
- Bursa z początku XX wieku przy ul. B. Chmielnickiego 28,
- Żeńskie gimnazjum z początku XX wieku przy ul. Szeptyckiego 88,
- Budynek mieszkalny z XX wieku przy ul. Szeptyckiego 89,
- Budynki mieszkalne z XIX wieku przy ul. Szeptyckiego 42, 119, 121, 133, 157,
- Synagoga z XVII wieku, obecnie w ruinie,
- Ratusz(inne języki) z początku XX w.
- Kaplica św. Mikołaja.

## Galeria

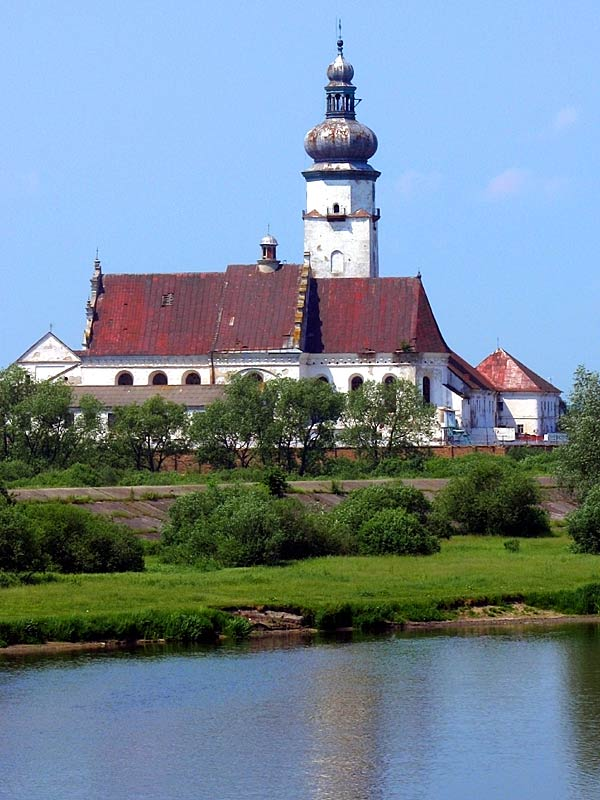
Kościół i klasztor ojców bernardynów. Stan z 2007 roku
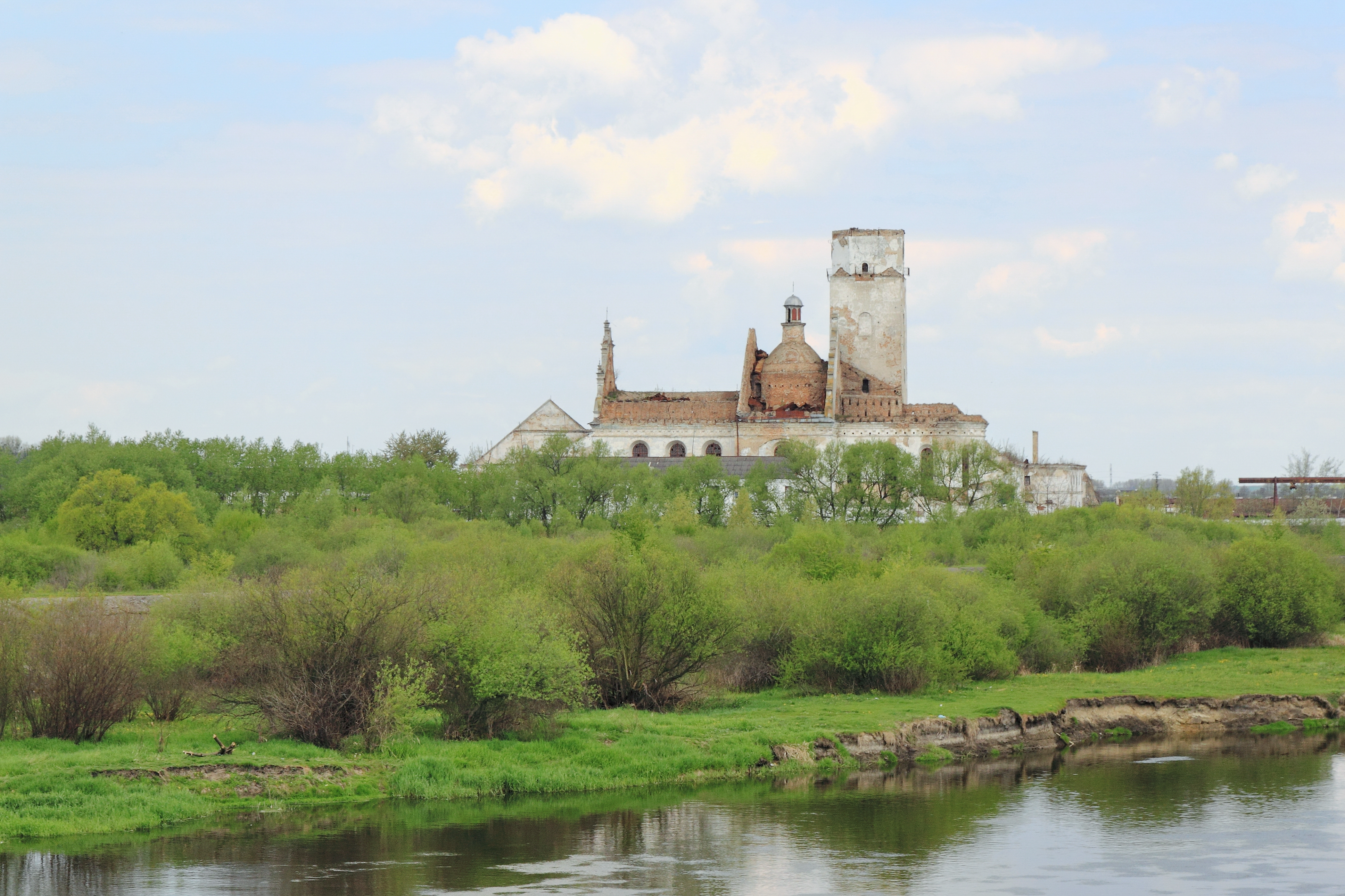
Kościół i klasztor ojców bernardynów. Stan z 2015 roku
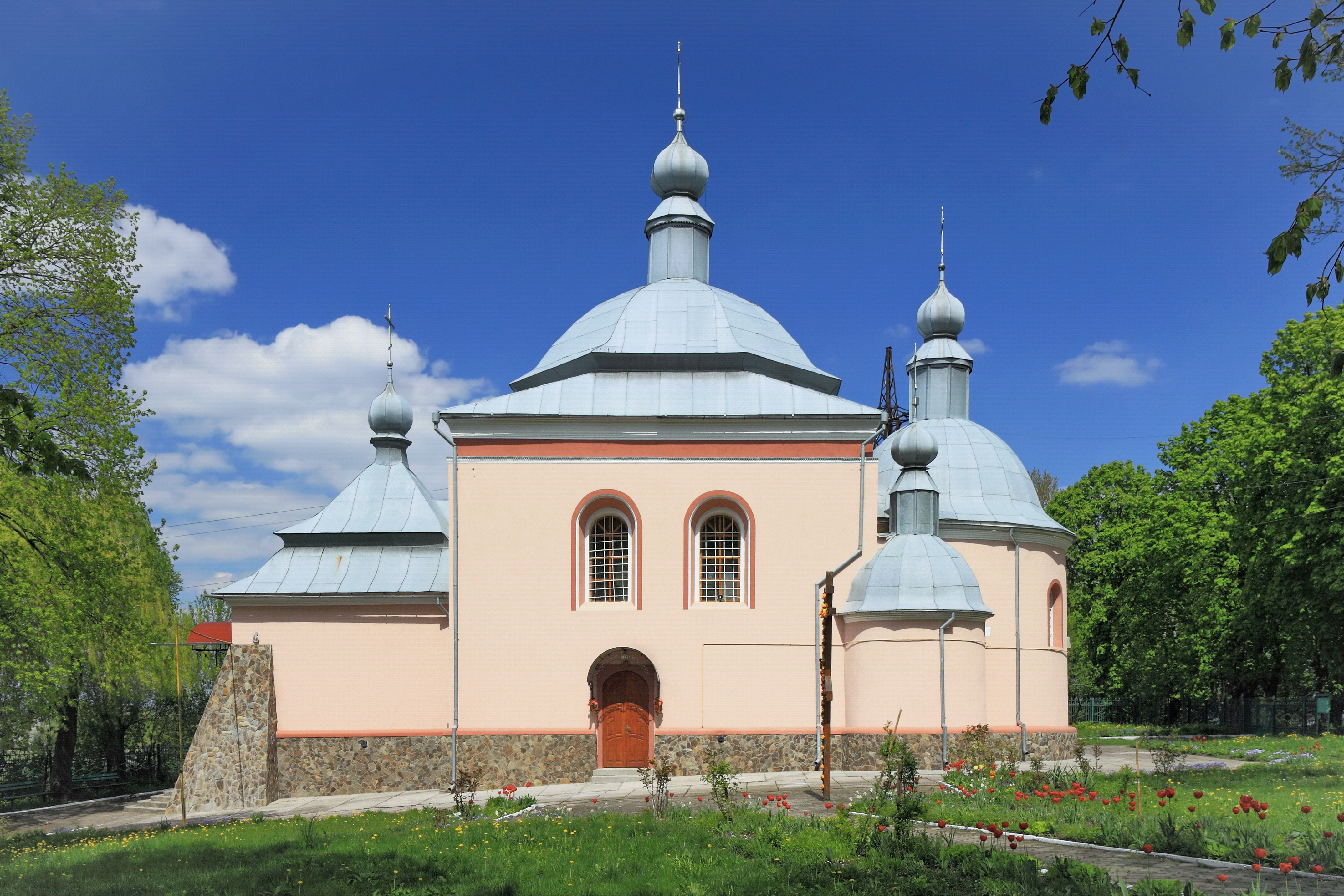
Cerkiew prawosławna pw. św. Mikołaja
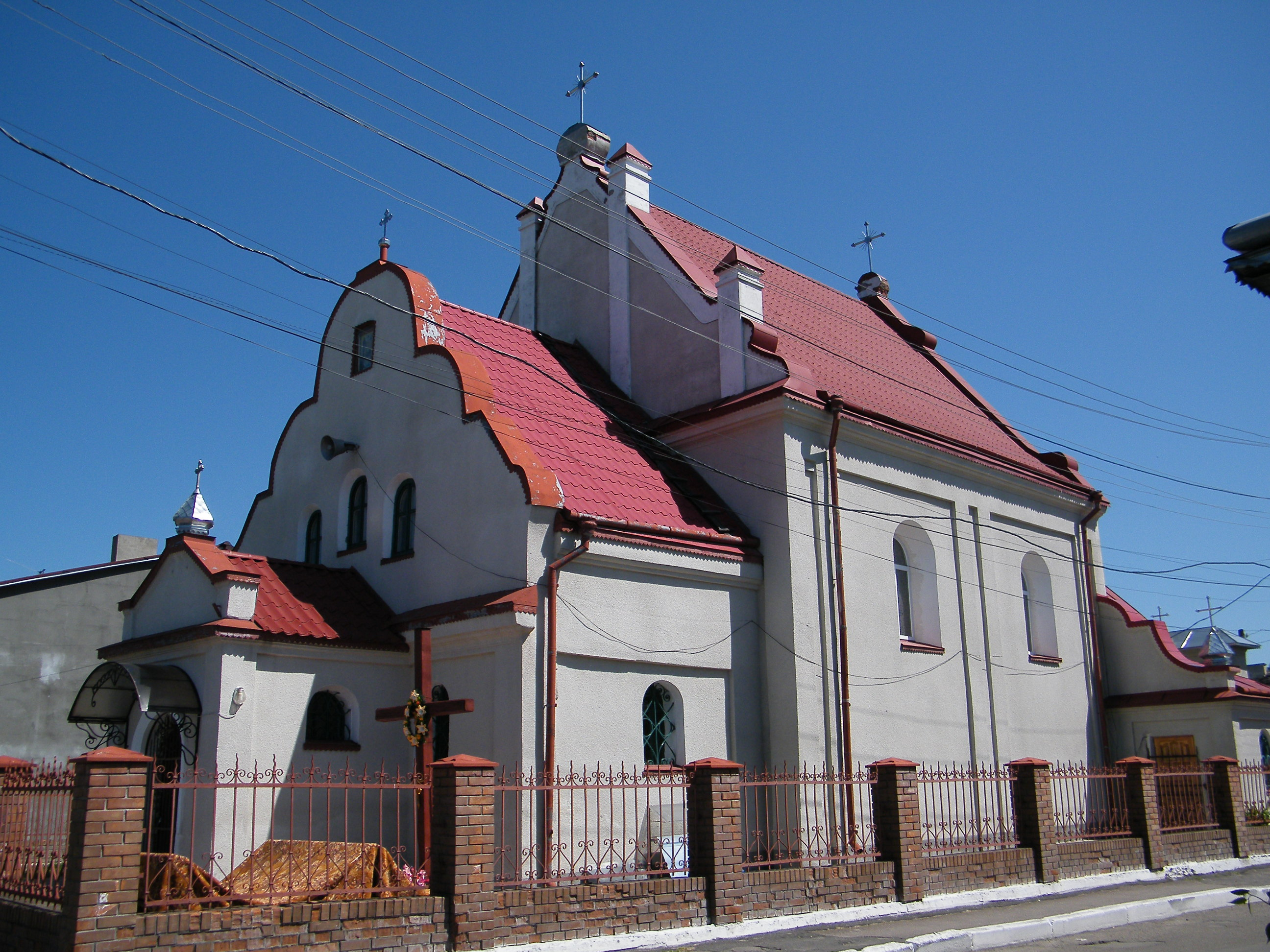
Cerkiew greckokatolicka pw. Michała Archanioła
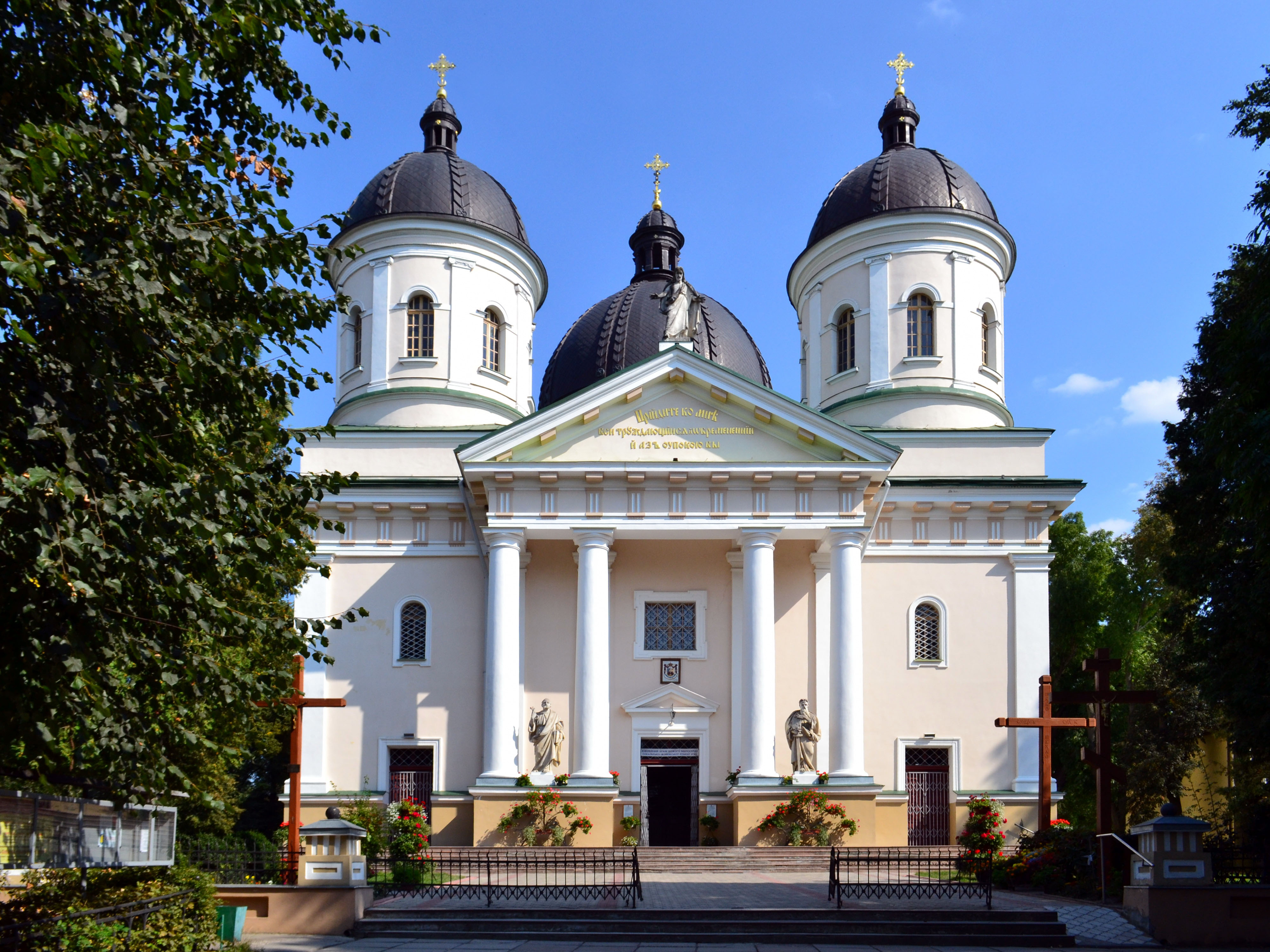
Katedra greckokatolicka pw. Świętych Apostołów Piotra i Pawła
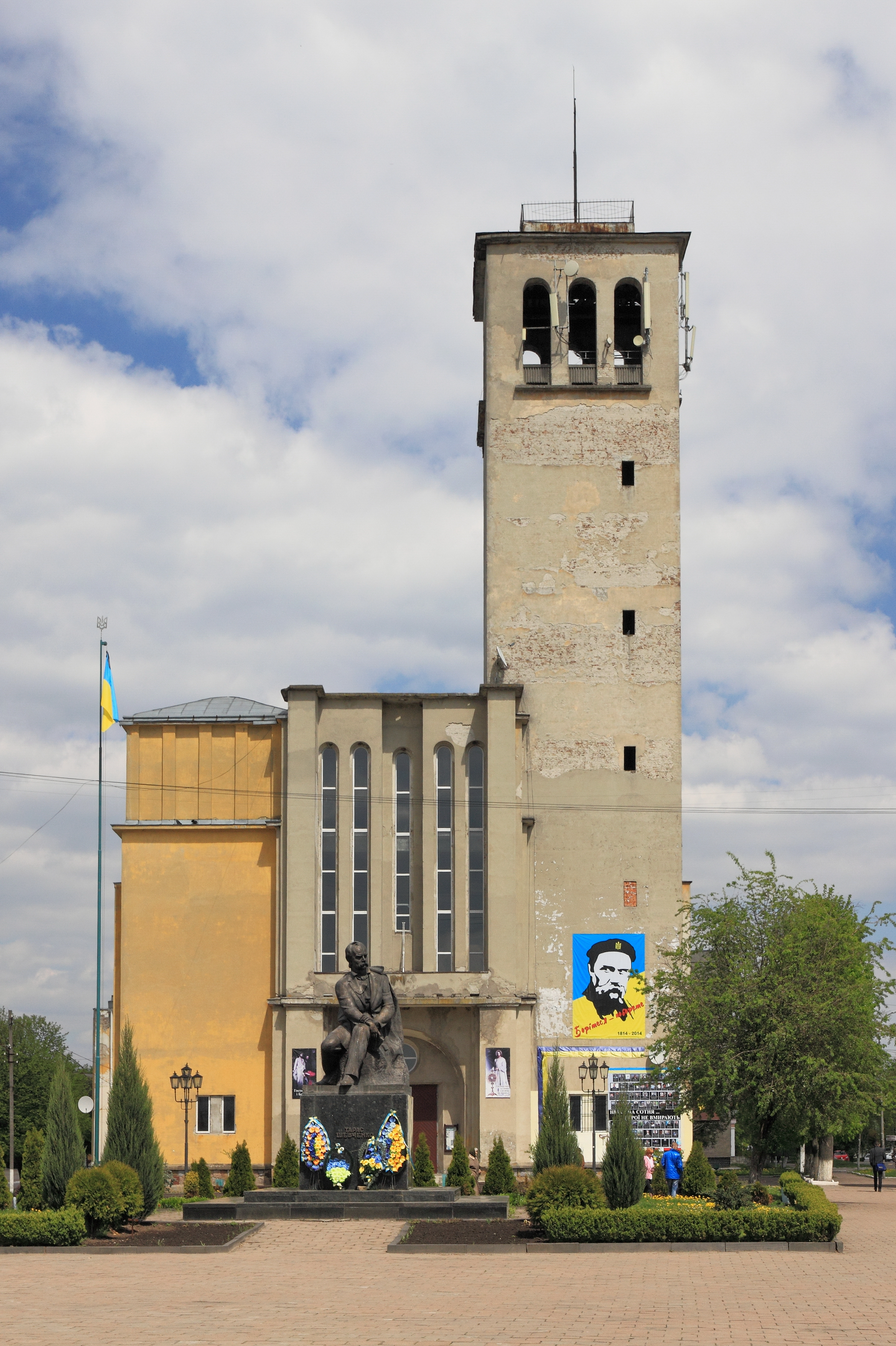
Kościół rzymskokatolicki św. Michała Archanioła
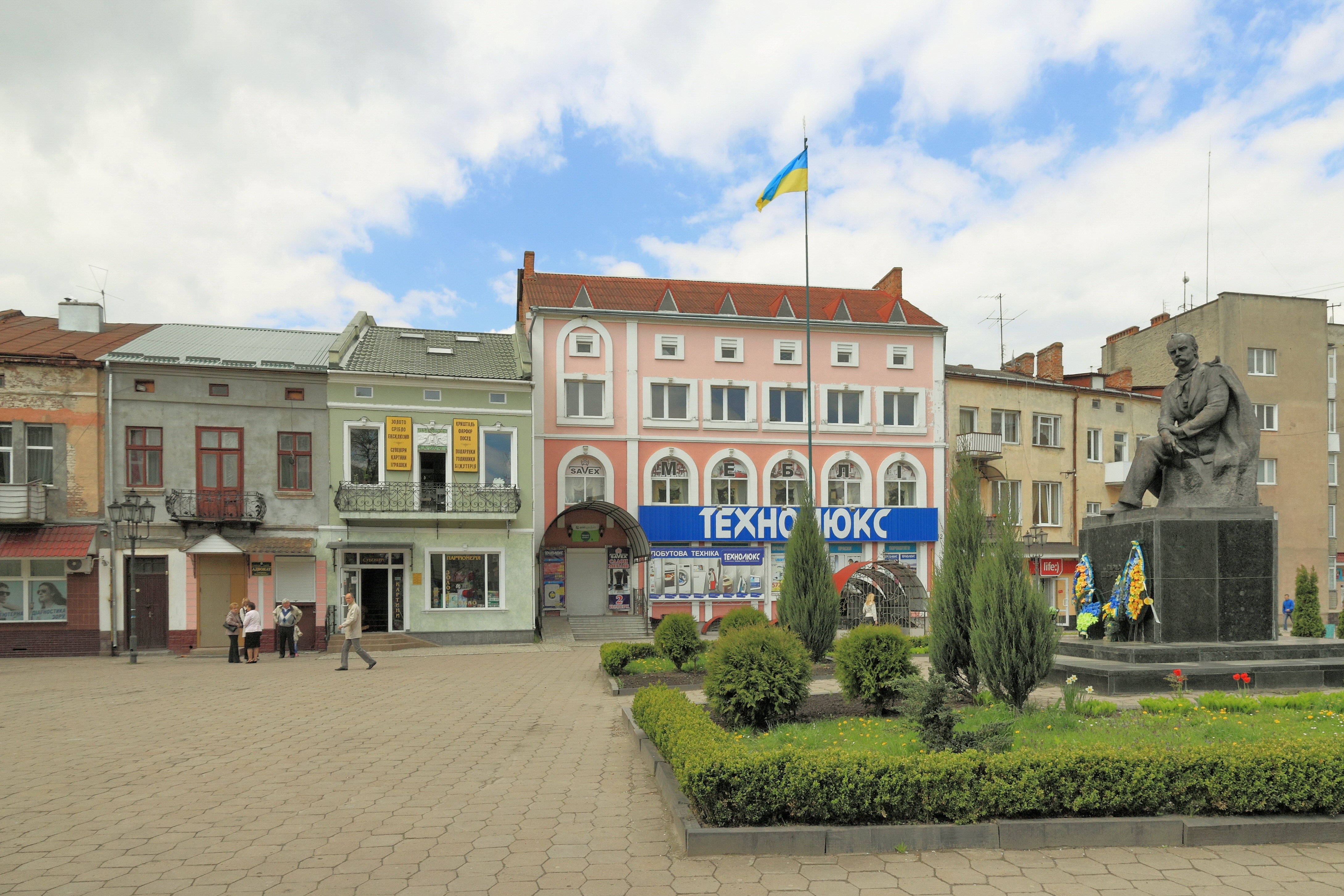
Kamienice przy sokalskim rynku
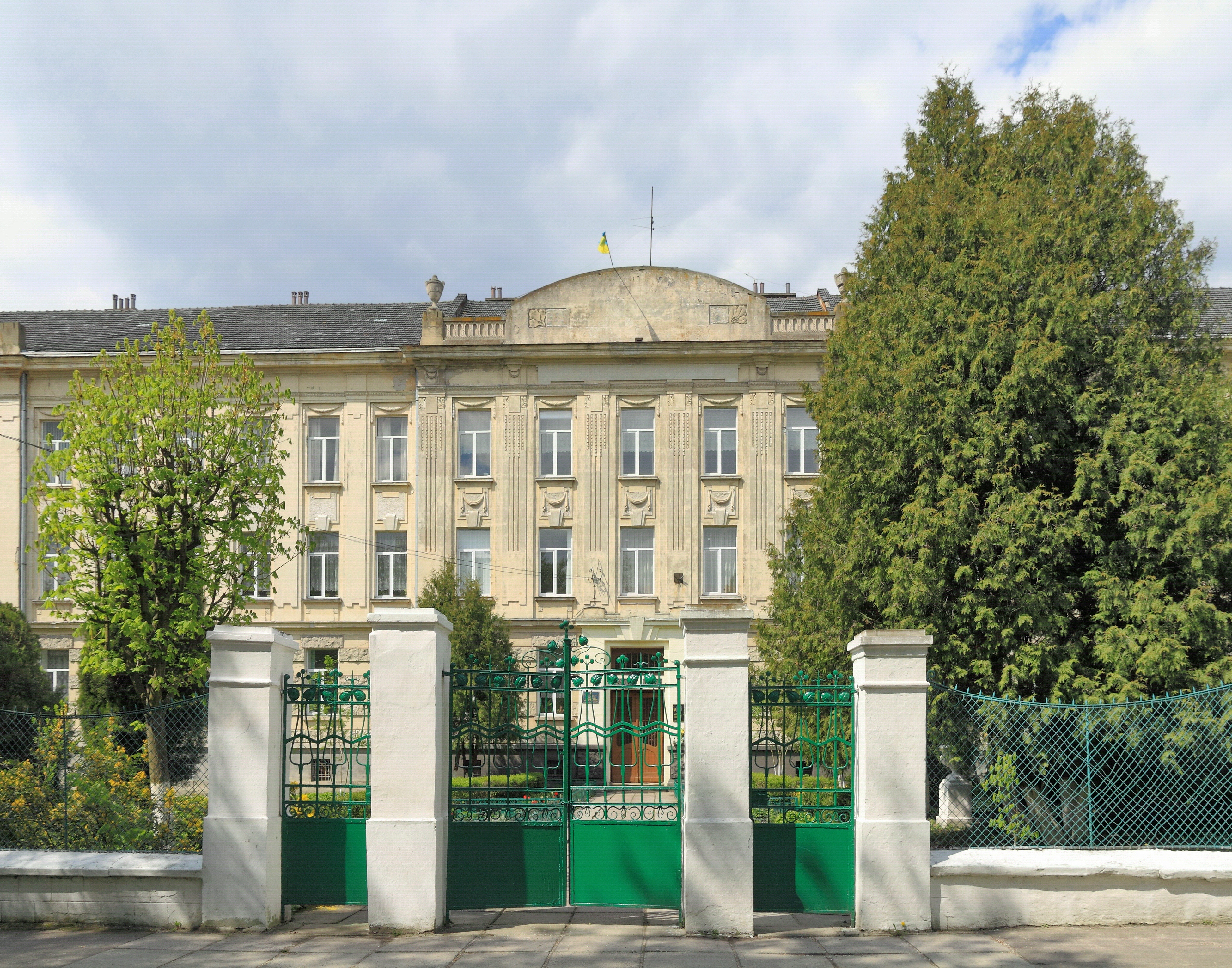
Dawne gimnazjum im. Antoniego Malczewskiego, obecnie gimnazjum im. Ołeha Romaniwa
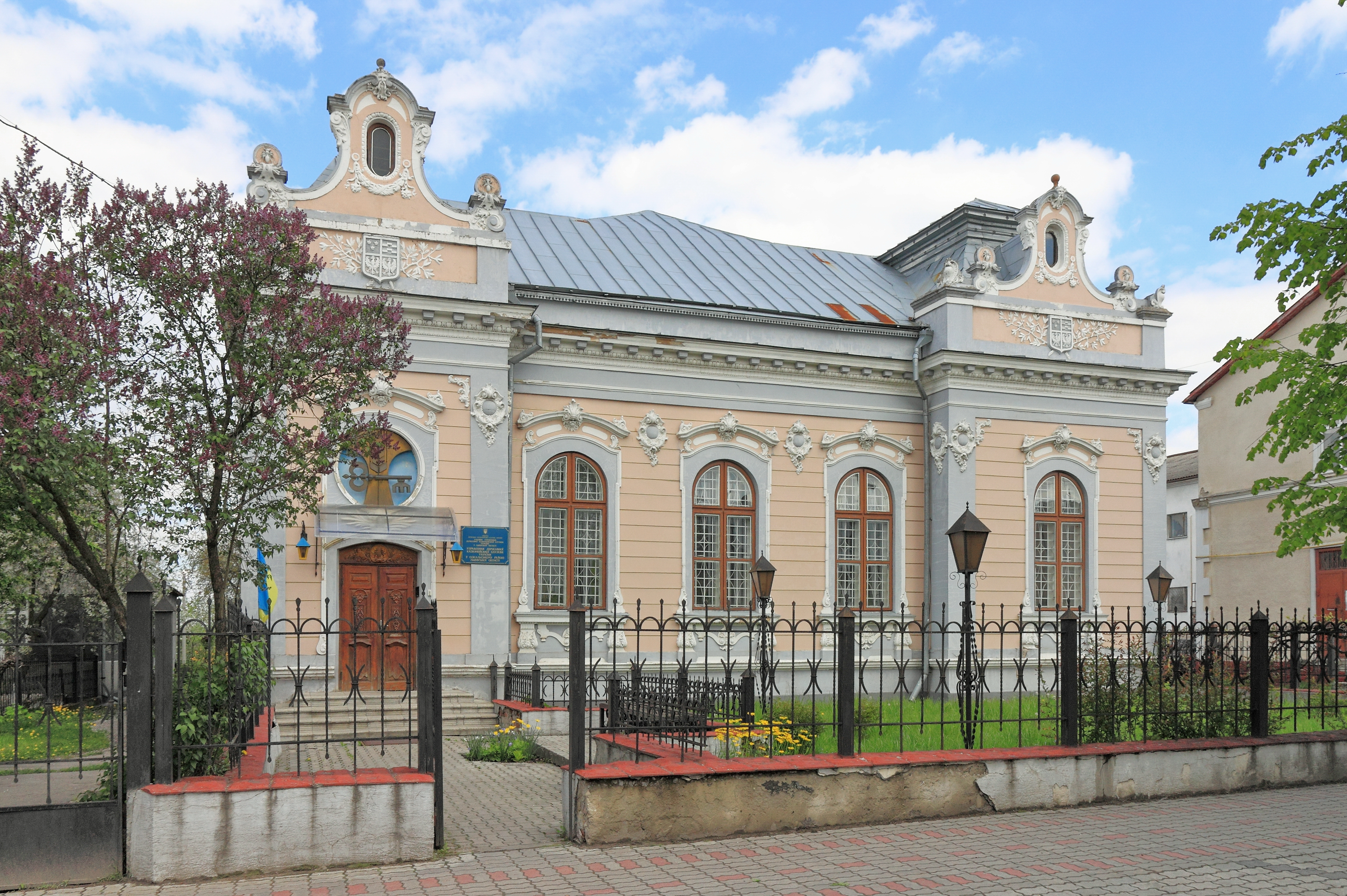
Departament Skarbu Państwa rejonu sokalskiego obwodu lwowskiego
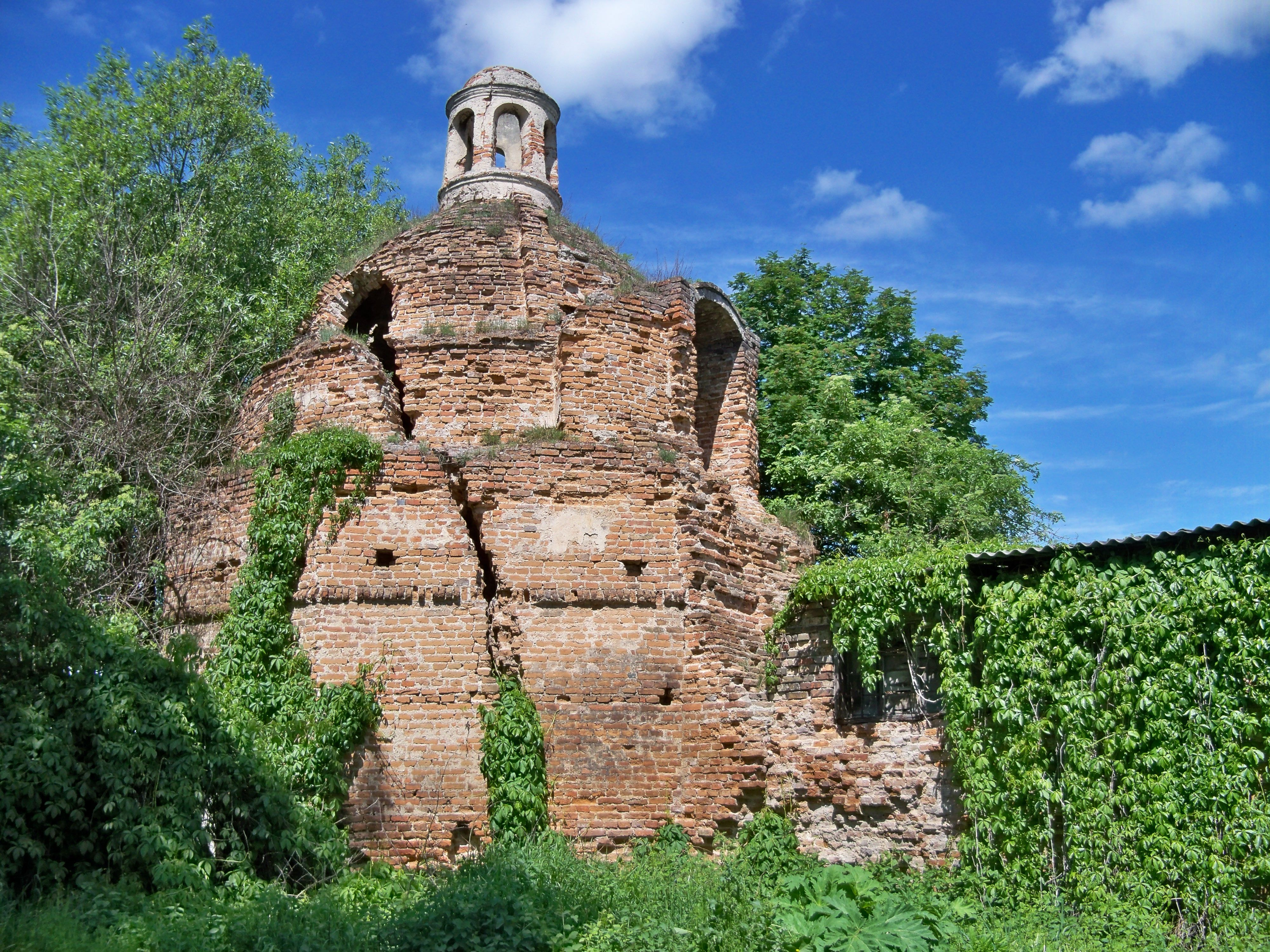
Wieża i mury klasztoru brygidek

## Ludzie związani z Sokalem
- Henryk Kopia, Urban Przyprawa – dyrektorzy miejscowego gimnazjum[17]
- Zdzisław Olszewski – burmistrz Sokala (1938)[18]
- Franciszka Halamaj i jej córka Helena Liniewska z d. Halamaj – polskie Sprawiedliwe wśród Narodów Świata, które w swoim gospodarstwie w Sokalu ukrywały podczas okupacji niemieckiej 16 Żydów[19][20]

Honorowi obywatele
- Kazimierz Badeni[21].
- Stanisław Starzyński.
- Michał Bobrzyński, Bolesław Baranowski, Władysław Korosteński (7 listopada 1896)[22].
- Andrzej Potocki, Paweł Sapieha (1906)[23].
- Florian Ziemiałkowski (1817–1900), polski działacz niepodległościowy, austriacki minister dla Galicji 1873–1888, honorowy obywatel Bełza

## Miasta partnerskie
- Opole Lubelskie
- Tyszowce